# Опытное сельское поселение
Опытное се́льское поселе́ние — муниципальное образование в составе Цивильского района Чувашской Республики. Административный центр — посёлок Опытный. На территории поселения находятся 8 населённых пунктов: Опытный, Первое Чемерчеево, Новое Булдеево, Синьял-Котяки, Староселка, Искеево-Яндуши, Иваново, Харитоновка
Исполняющей обязанности главы администрации Опытного сельского поселения является Т. Медякова

## Население

### Населённые пункты
Численность населения — 2619 человек.
На территории поселения находятся следующие населённые пункты:
| Название          | Тип населённого пункта | Население (2011 год) |  |
| ----------------- | ---------------------- | -------------------- |  |
| Первое Чемерчеево | Деревня                | 213                  |  |
| Новое Булдеево    | Деревня                | 68                   |  |
| Синьял-Котяки     | Деревня                | 128                  |  |
| Староселка        | Деревня                | 236                  |  |
| Искеево-Яндуши    | Деревня                | 338                  |  |
| Иваново           | Село                   | 118                  |  |
| Харитоновка       | Деревня                | 9                    |  |
| Опытный           | Посёлок                | 1476                 |  |

## Интернет
Основные компании, осуществляющие доступ в интернет: ООО «Аквилон» (Бывший NovoNet), ОАО «Ростелеком».

## Кабельное и Цифровое Телевидение
Единственная компания, которая предоставляет услуги кабельного телевидения это ООО "Аквилон". В сети вещания 55 телеканалов, подключены все многоквартирные дома. Цифровое телевидение предоставляют две компании - "Аквилон" (Бывший NovoNet) (технология DVB-C) и "Ростелеком" (технология IPTV). У жителей города богатый выбор телеканалов.